# 利維夫沃茲尼茨基國家美術館

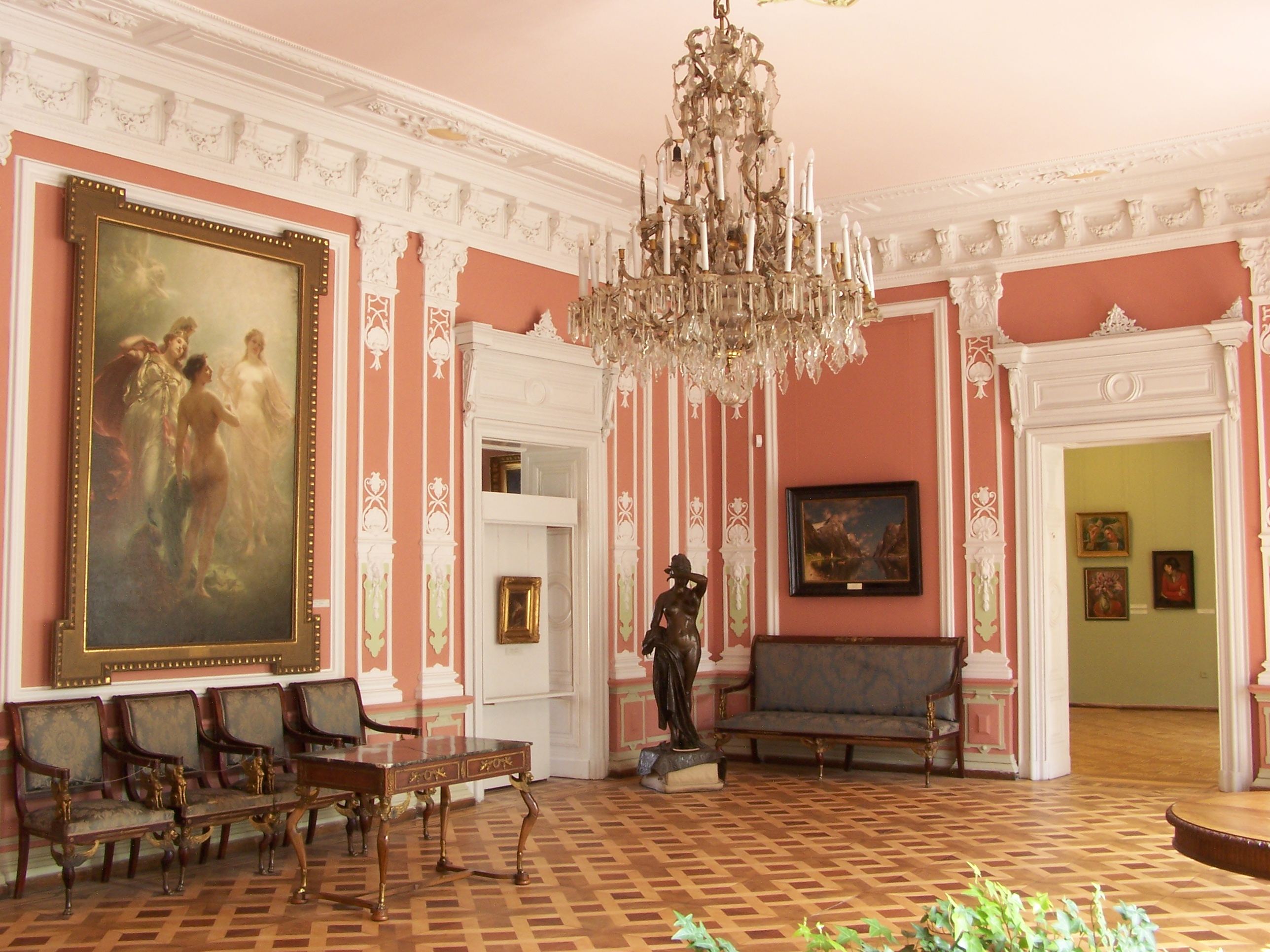
美术馆的一个房间。洛津斯基宫.

利維夫沃兹尼茨基国家美术馆（烏克蘭語：Львівська Національна Галерея Мистецтв імені Бориса Возницького），是乌克兰领先的艺术博物馆，收藏了超过62,000件艺术品，包括乌克兰、波兰、意大利、法国、德国、荷兰和佛兰芒、西班牙、奥地利和其他欧洲艺术家。该美术馆是波兰机构利沃夫美术馆（Lwowska Galeria Sztuki）的继承者，该机构成立于1907年，是该市的市政博物馆。
它目前的藏品有多个来源，主要来自波兰，包括当时的市治安官早期购买的简·雅科维茨的私人藏品。随后，通过捐赠瓦迪斯瓦·乌兹斯基（1914年）和博尔斯瓦·奥泽乔维奇（1929年）的部分藏品，扩大了收藏范围。因此，卢博米尔斯基博物馆的作品, 就与奥索里尼博物馆（Ossolineum自1823年起）、博罗夫斯基图书馆和其他一些私人藏品合并，目前该美术馆拥有这些藏品。所有这些作品都是波兰国家、波兰私人收藏家和波兰罗马天主教的财产，但是在1939年苏联入侵波兰，占领利沃夫市后，苏联政府随后下令没收私人财产，侵占这些作品。

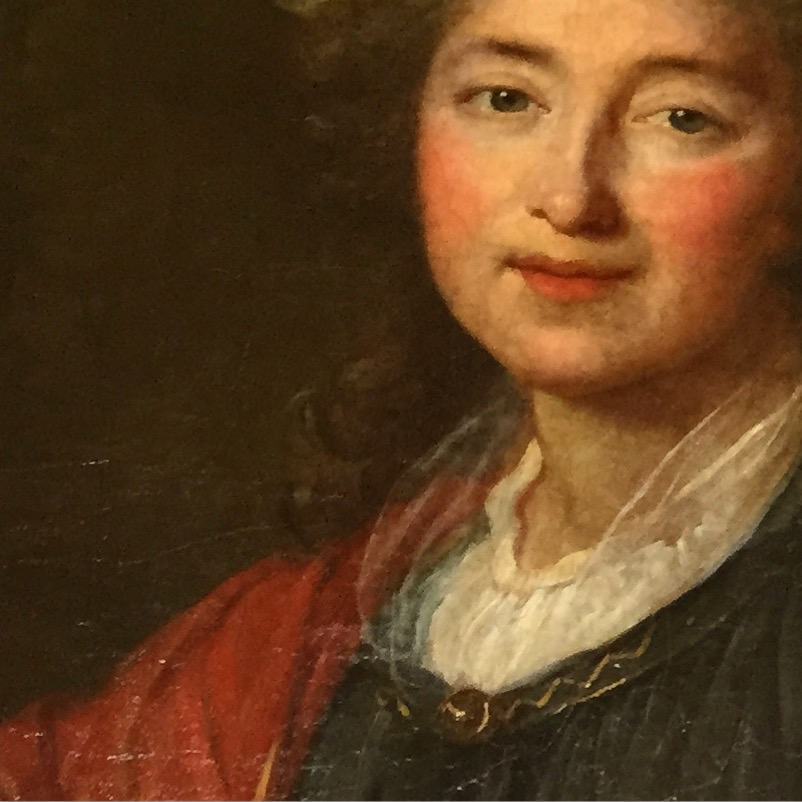
伊丽莎白·维杰·勒布伦：伊莎贝拉·卢博米尔斯卡肖像，1793，油画，细节

2005年初，卢波米尔斯基收藏的14世纪和18世纪欧洲艺术品被转移到了新的馆舍，位于经过翻修的原加利西亚的奥地利总督波托茨基伯爵的波托茨基宮内。17世纪法国艺术家乔治·德·拉·图尔的一幅杰作永久展出。

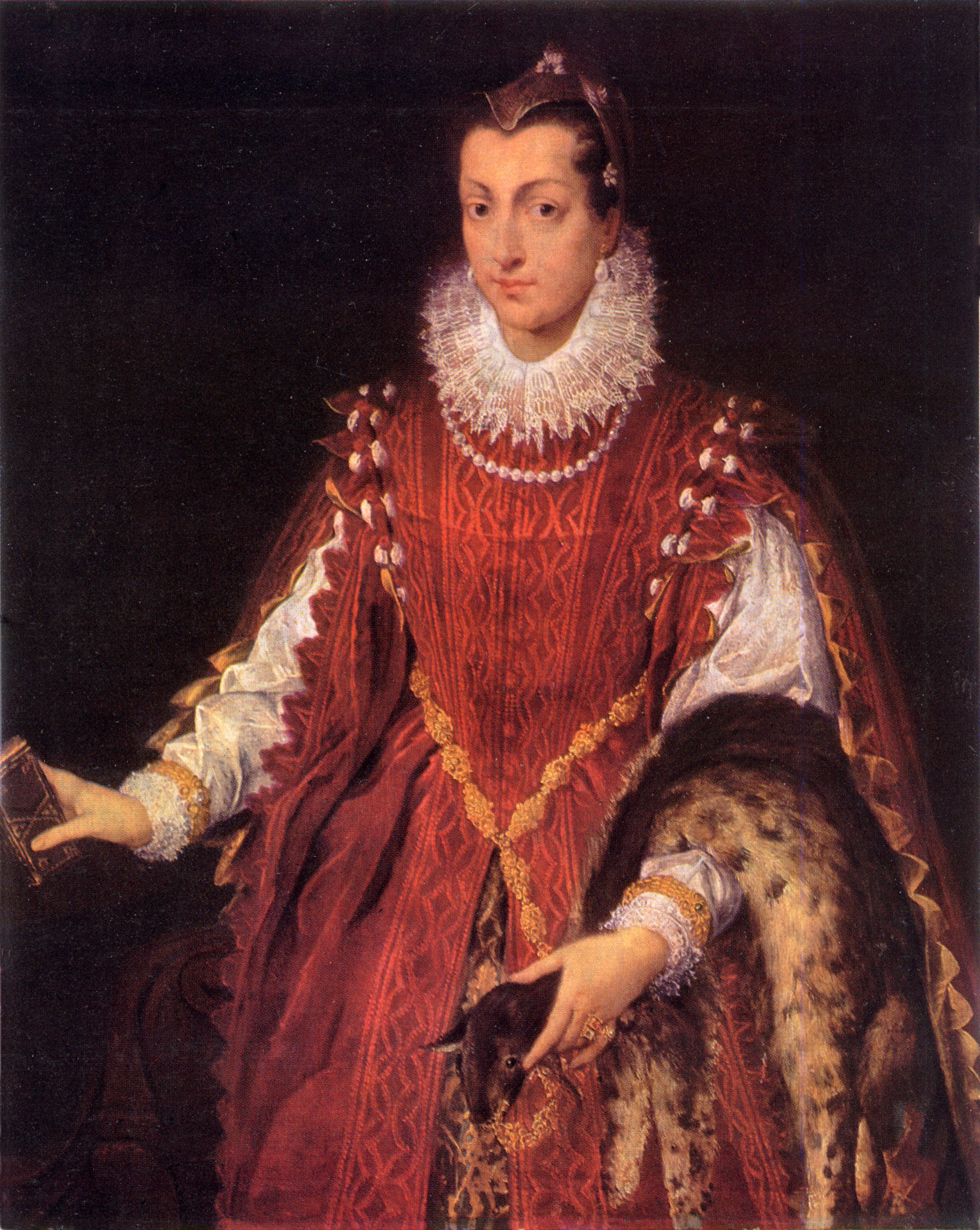
索福尼斯巴·安圭索拉. 年轻贵族的肖像
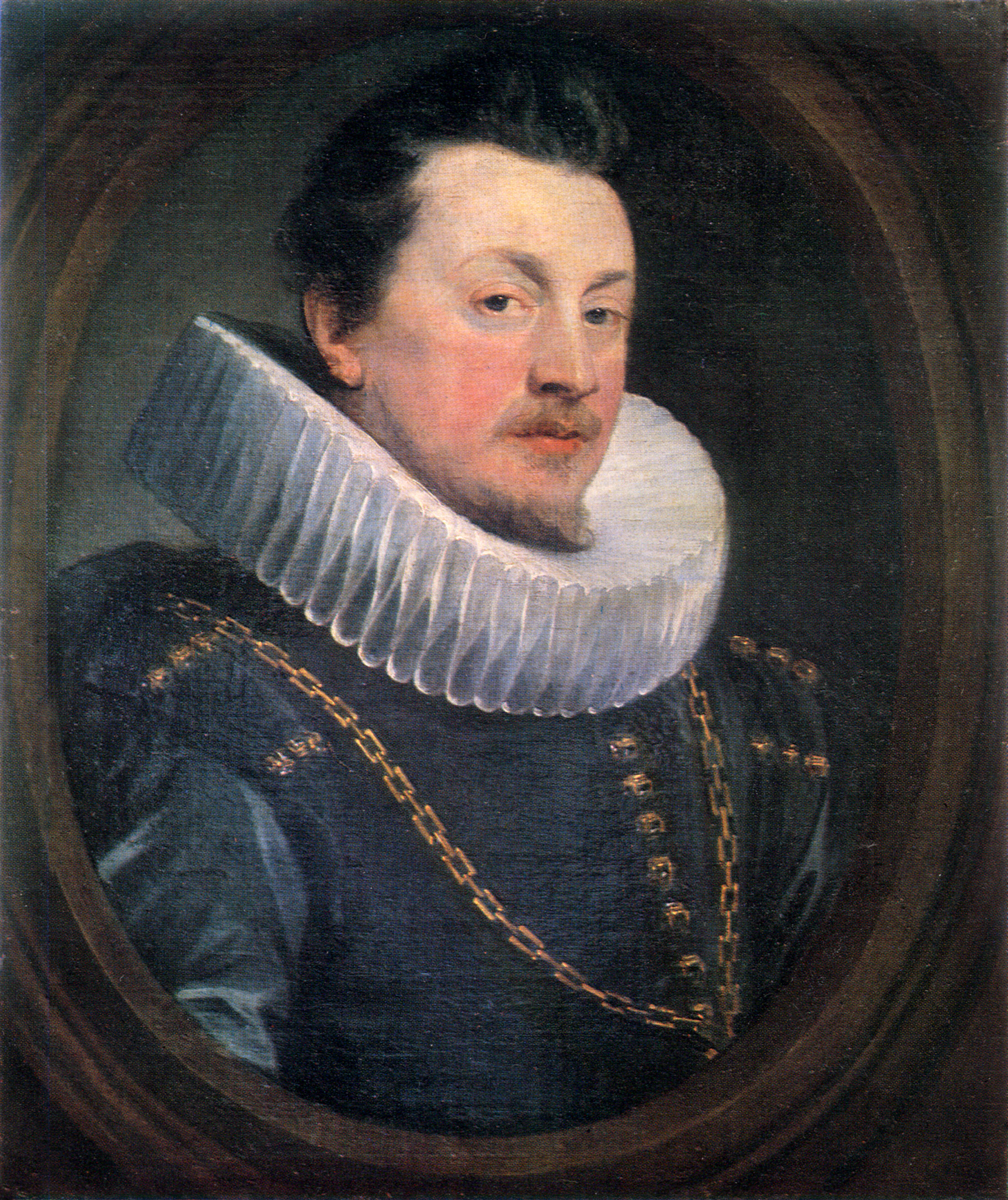
彼得·保罗·鲁本斯.男人肖像
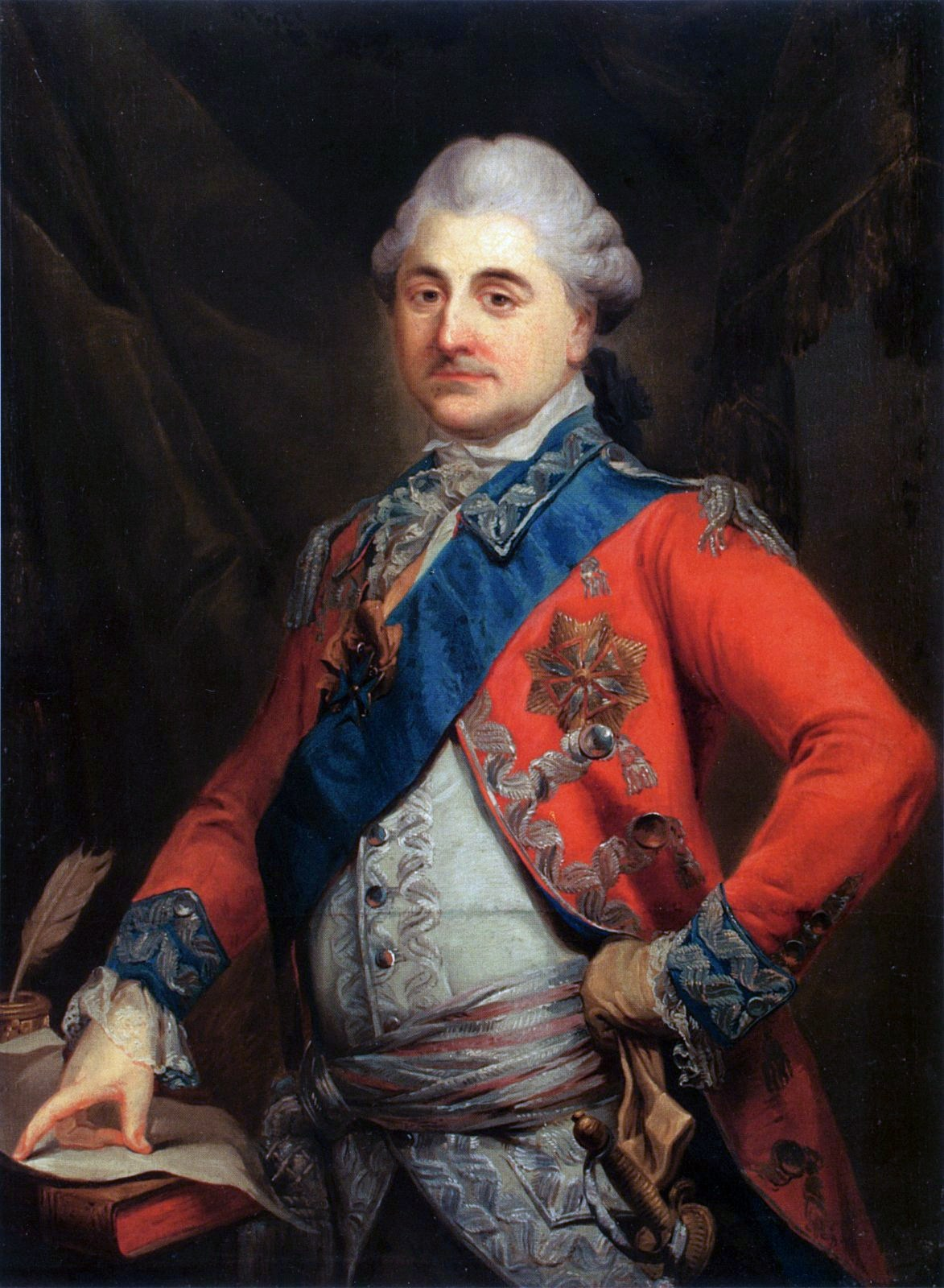
马塞洛·巴西亚雷利：斯坦尼斯瓦夫·奥古斯特肖像
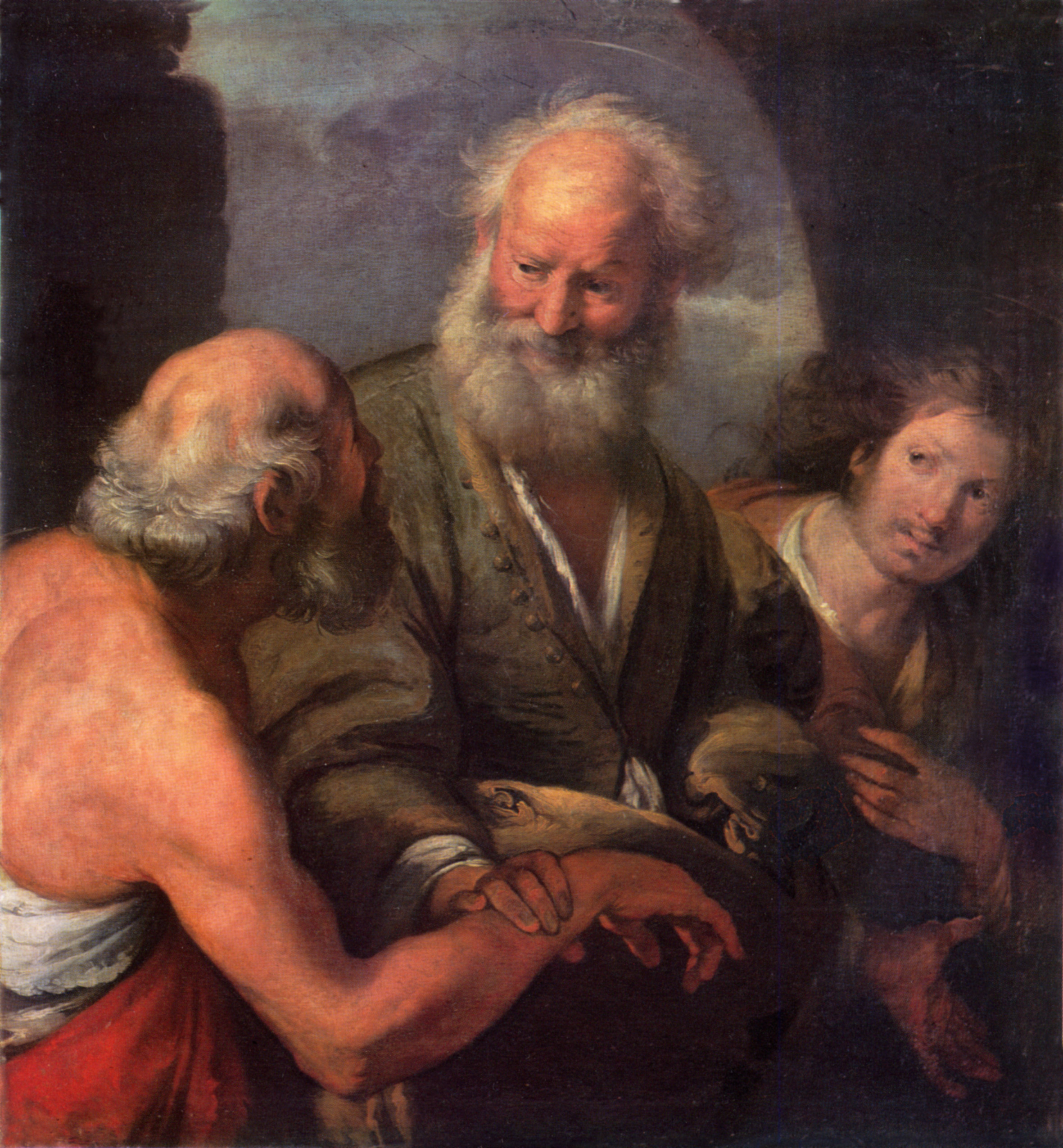
伯纳多·斯特罗齐. 圣彼得治愈跛脚乞丐
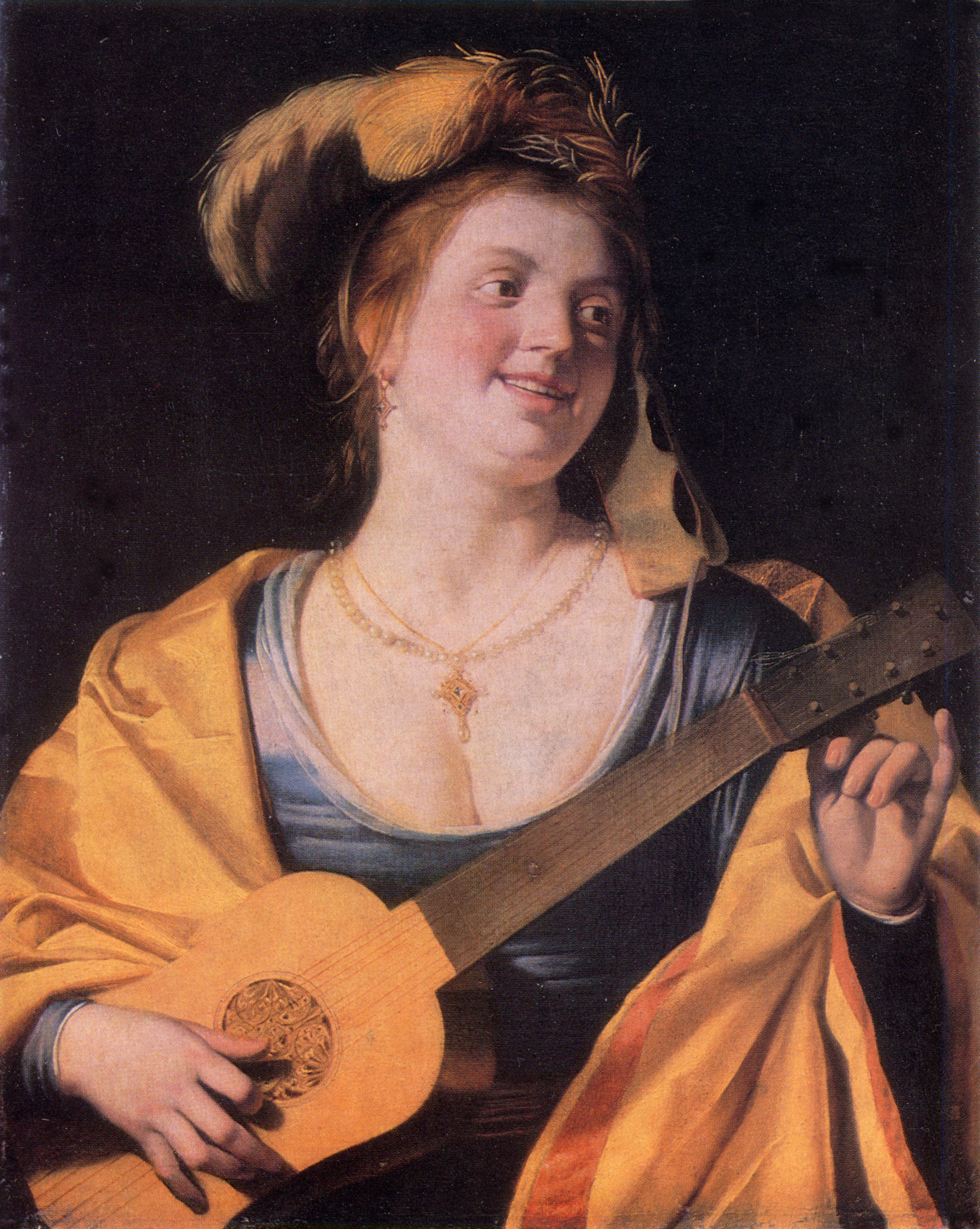
赫拉德·范·洪特霍斯特：拿吉他的女人
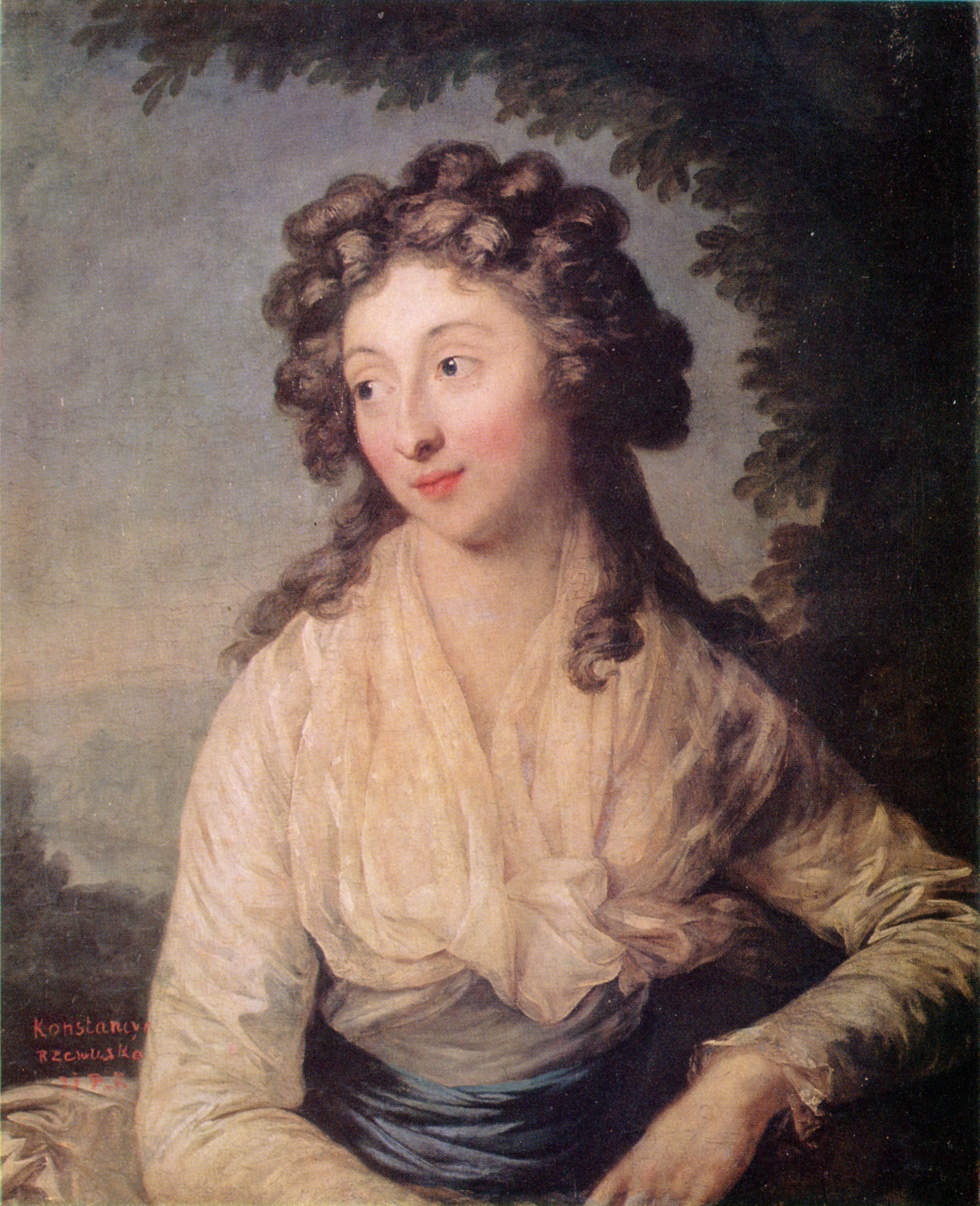
安东·格拉夫：康斯坦卡·雷泽乌斯卡肖像

### 波兰艺术

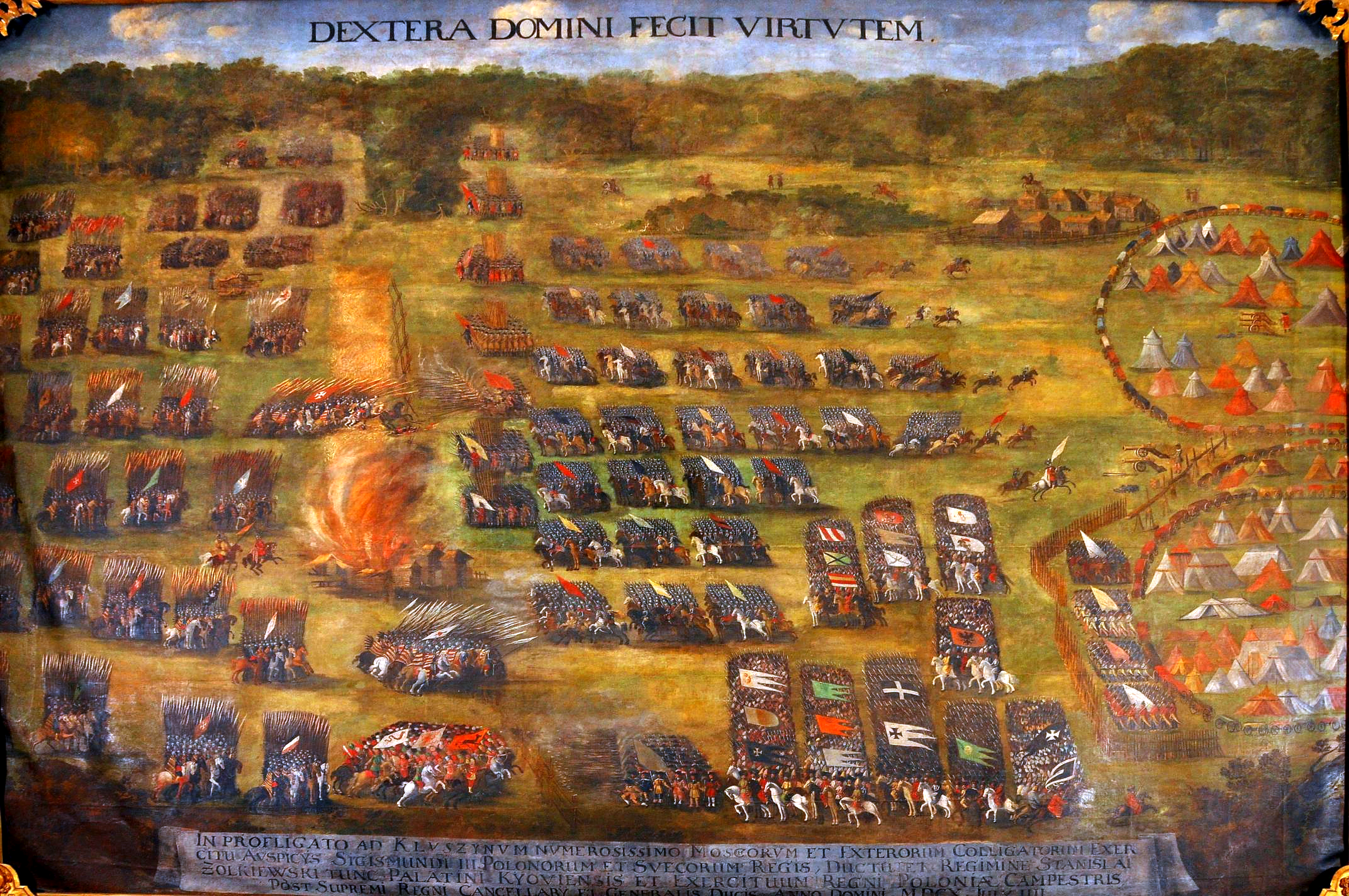
西蒙·博古斯佐维奇：克鲁希诺之战
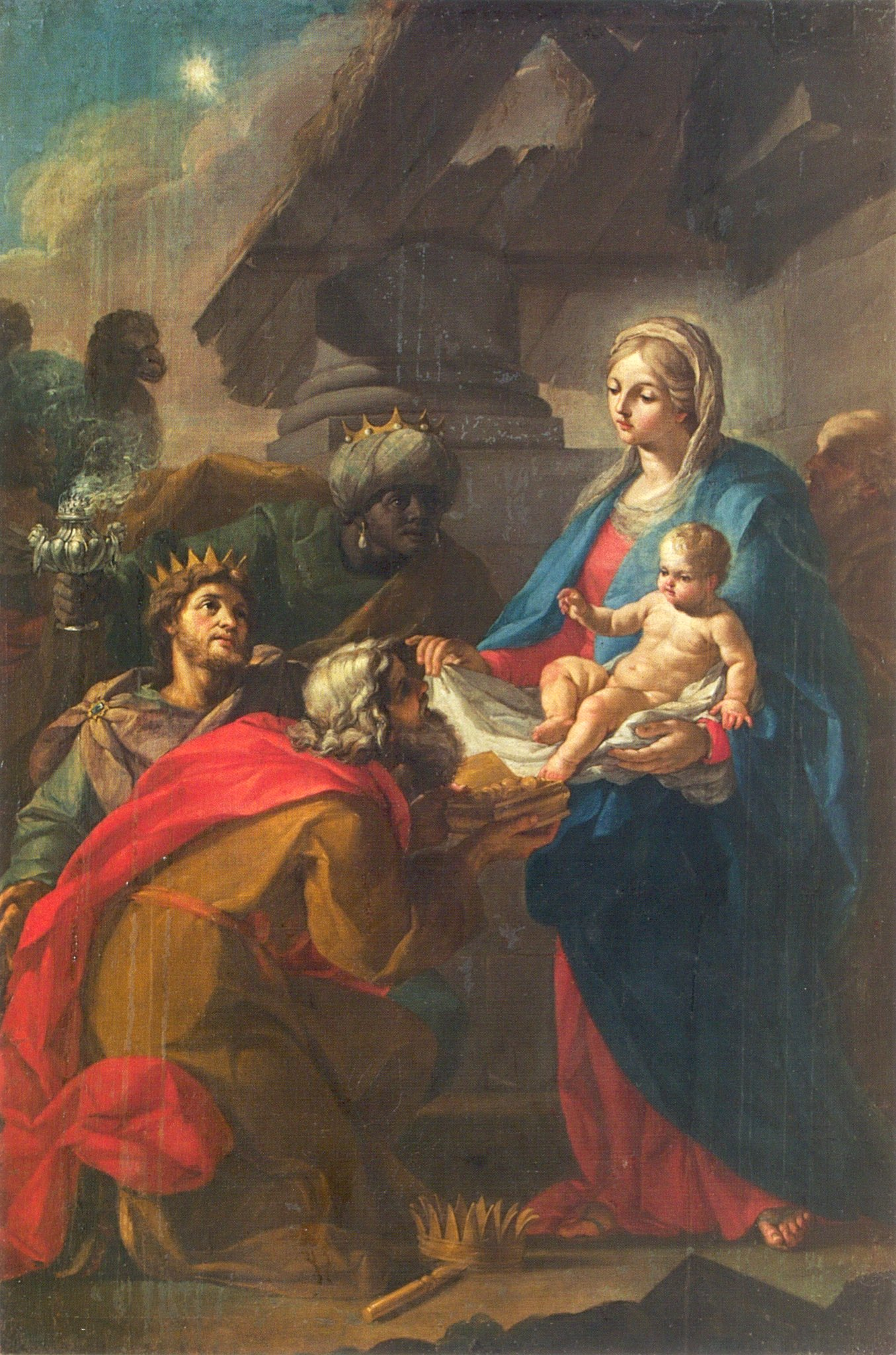
西蒙·切科维奇：三博士的崇拜
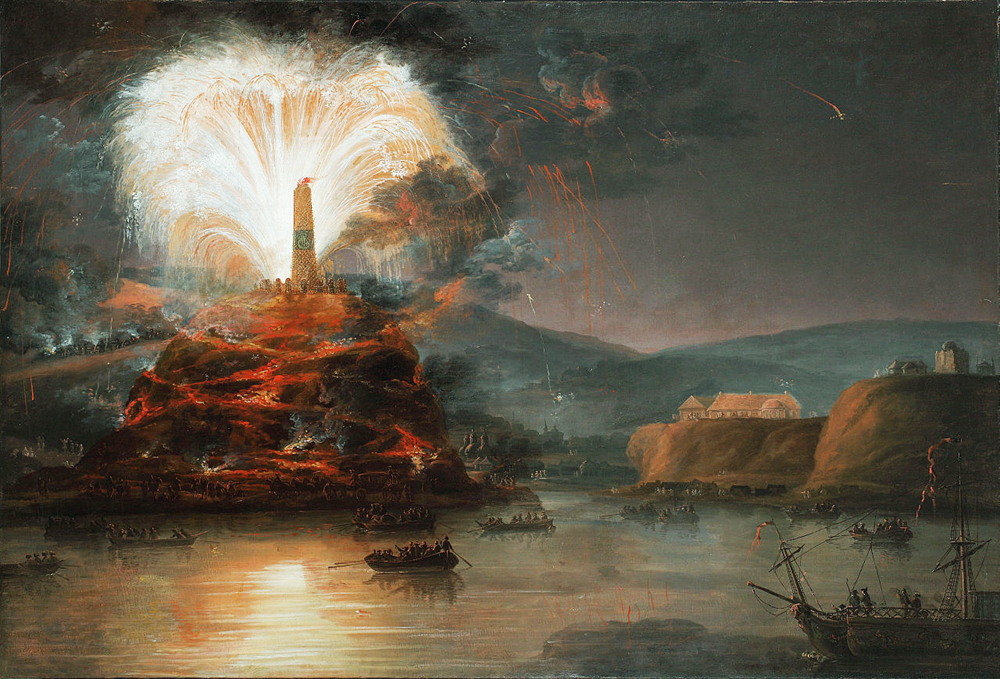
简·博古米·普莱尔施：为纪念凯瑟琳二世而放的烟花
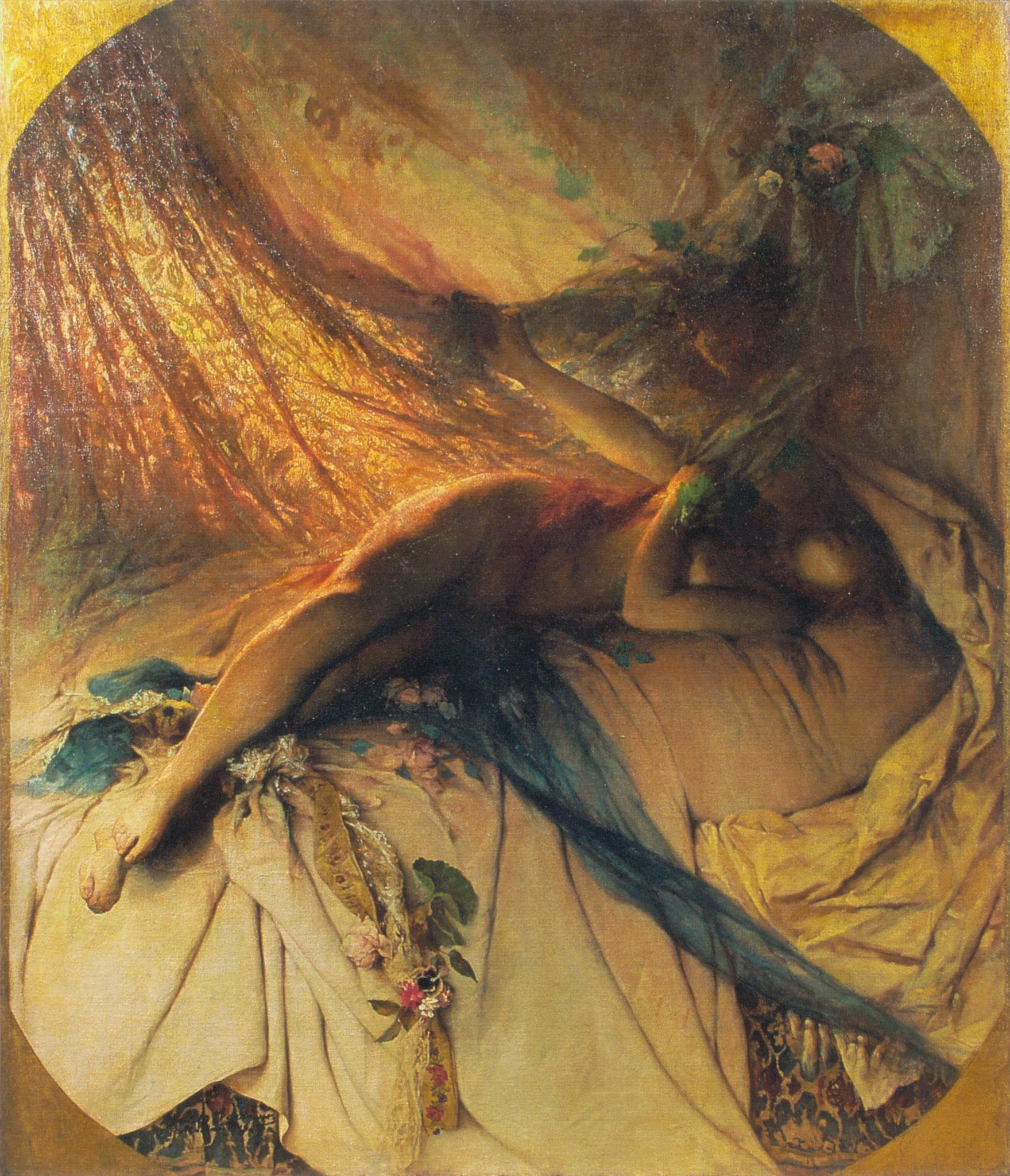
威托德·普鲁什科夫斯基：巴查特
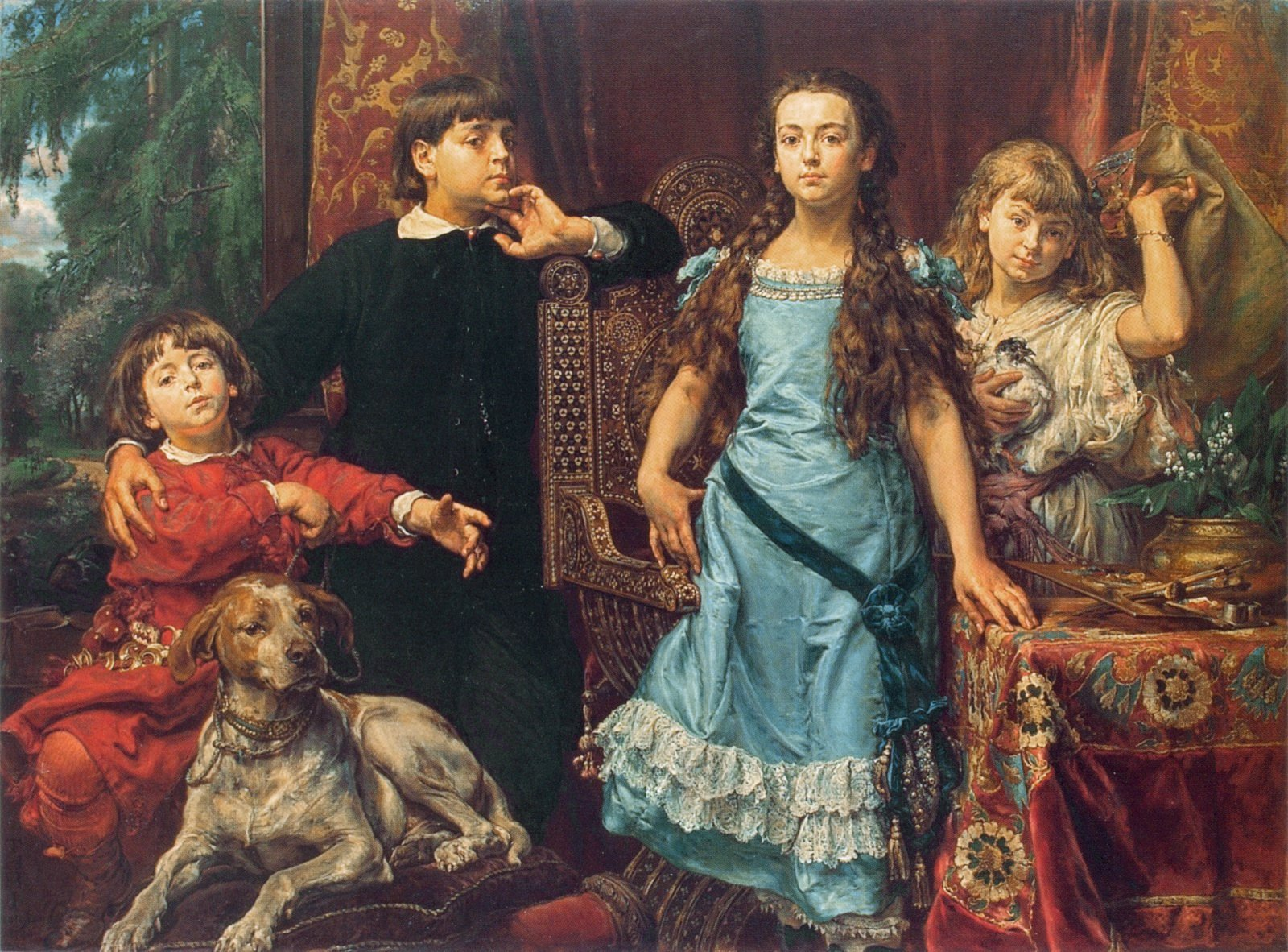
扬·马泰伊科：艺术家四个孩子的肖像
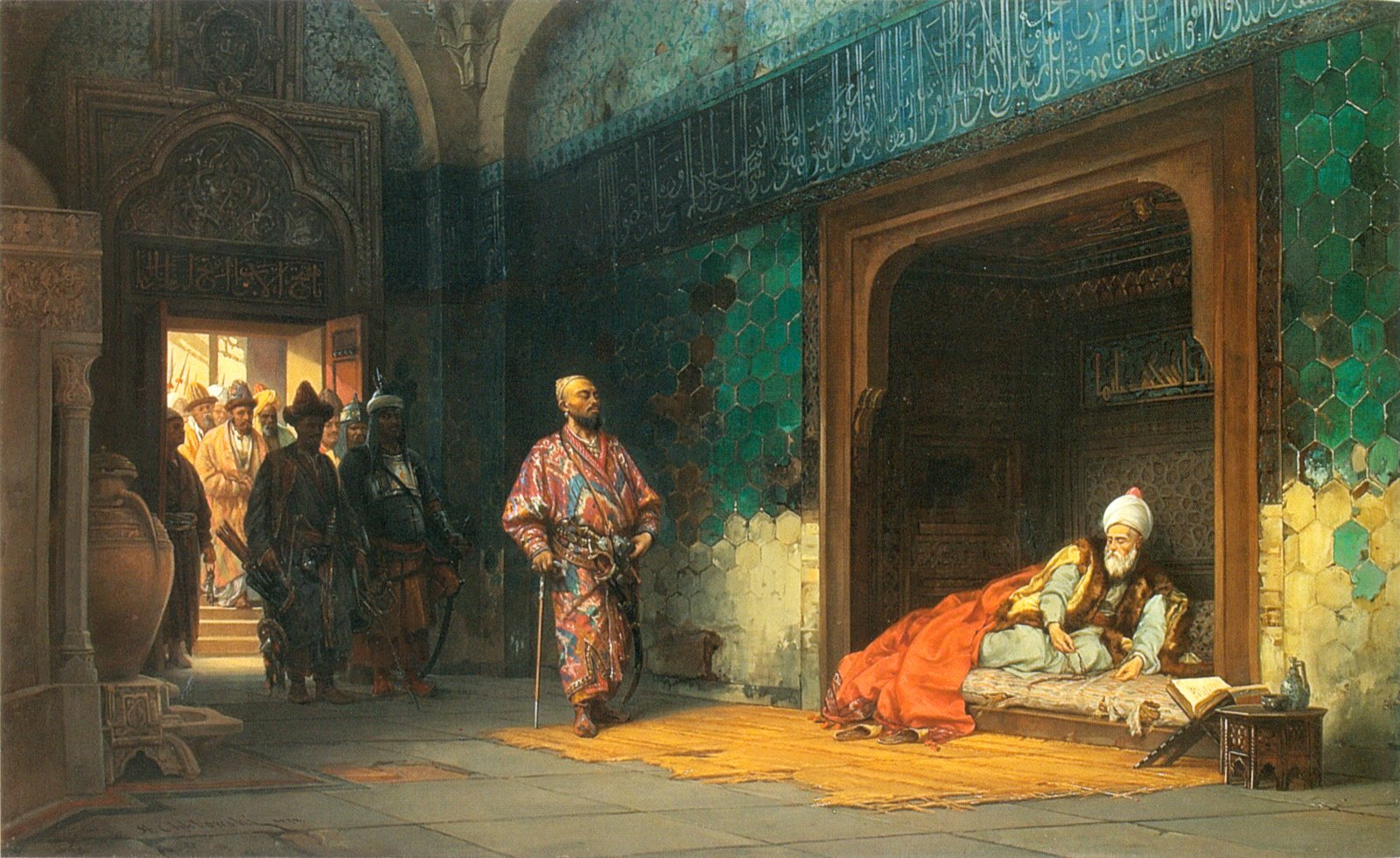
斯坦尼斯瓦夫·切莱博夫斯基：苏丹巴耶齐德被帖木儿囚禁
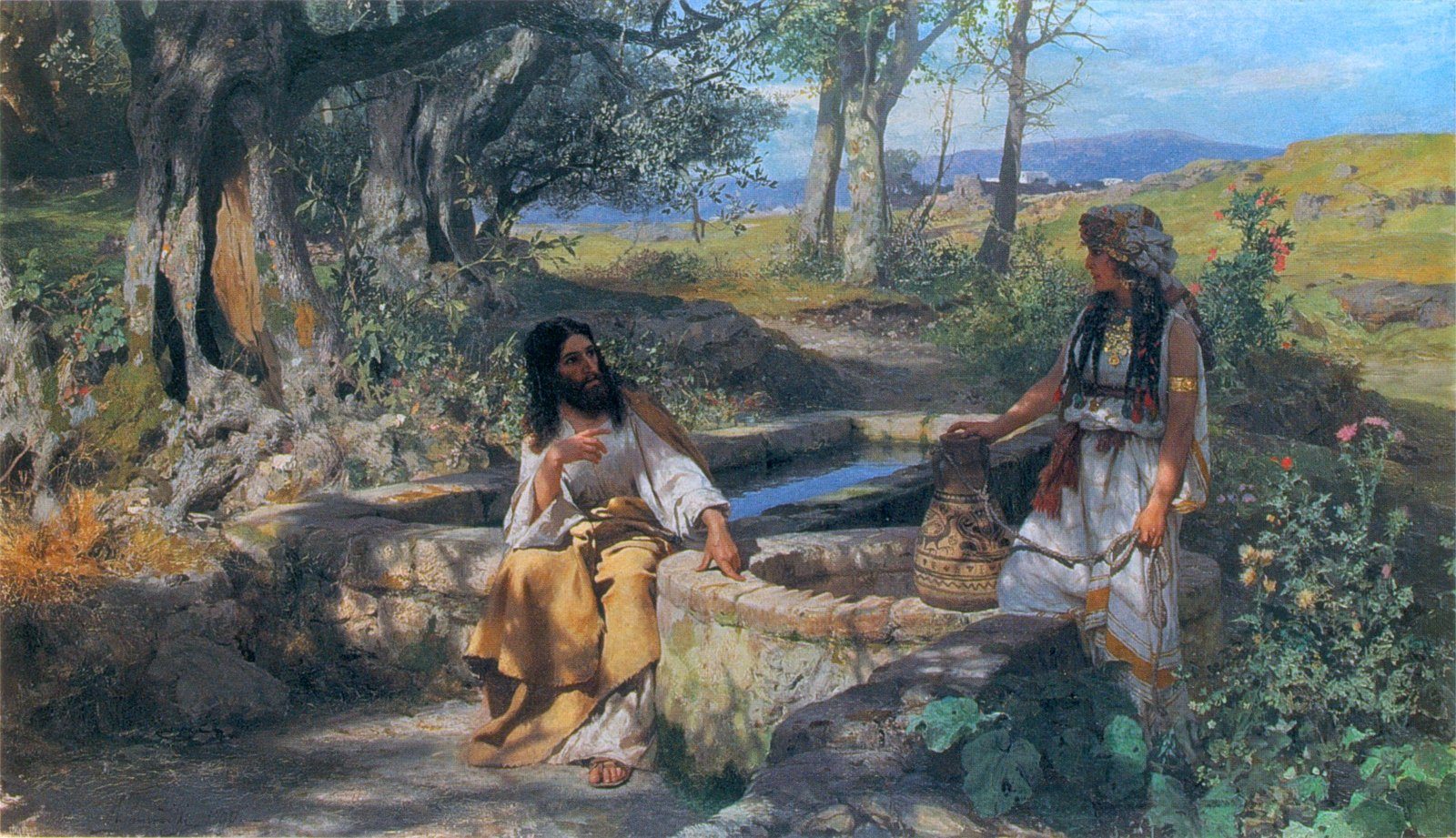
亨利克·西米拉兹基：基督与撒马利亚妇人
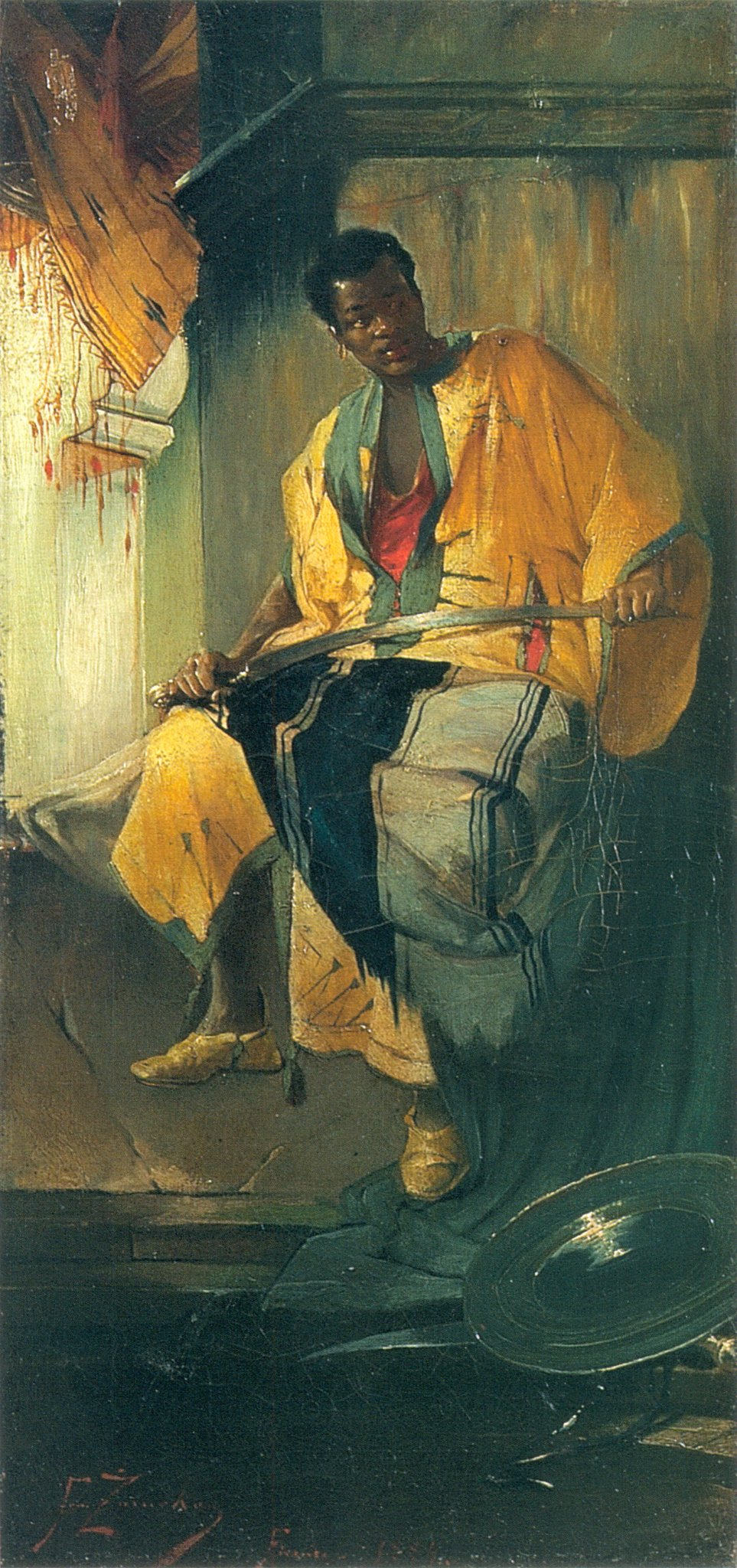
弗朗西斯泽克·穆尔科：努比亚人
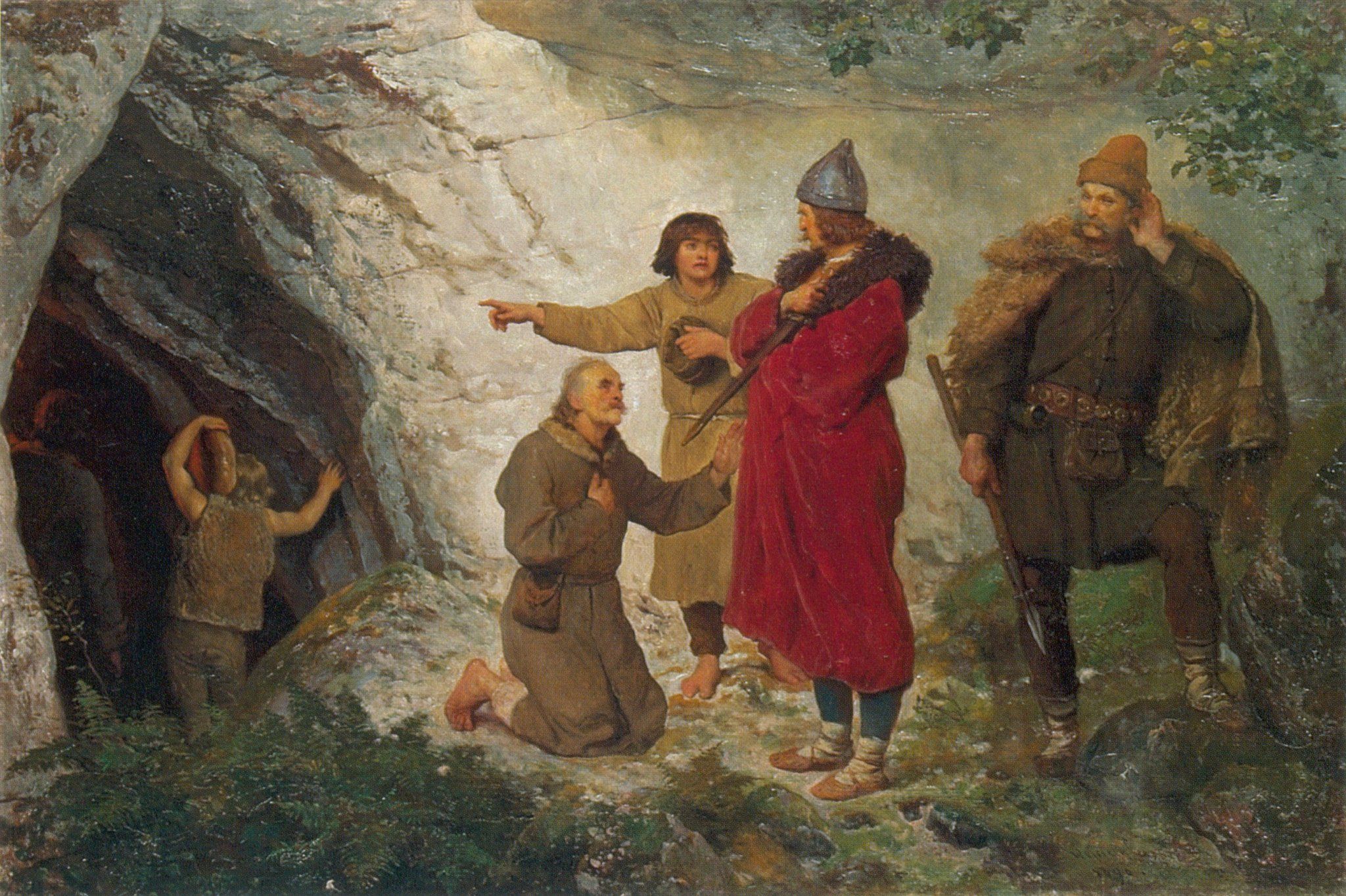
沃伊切赫·格森：父亲身旁的弗拉迪斯拉夫
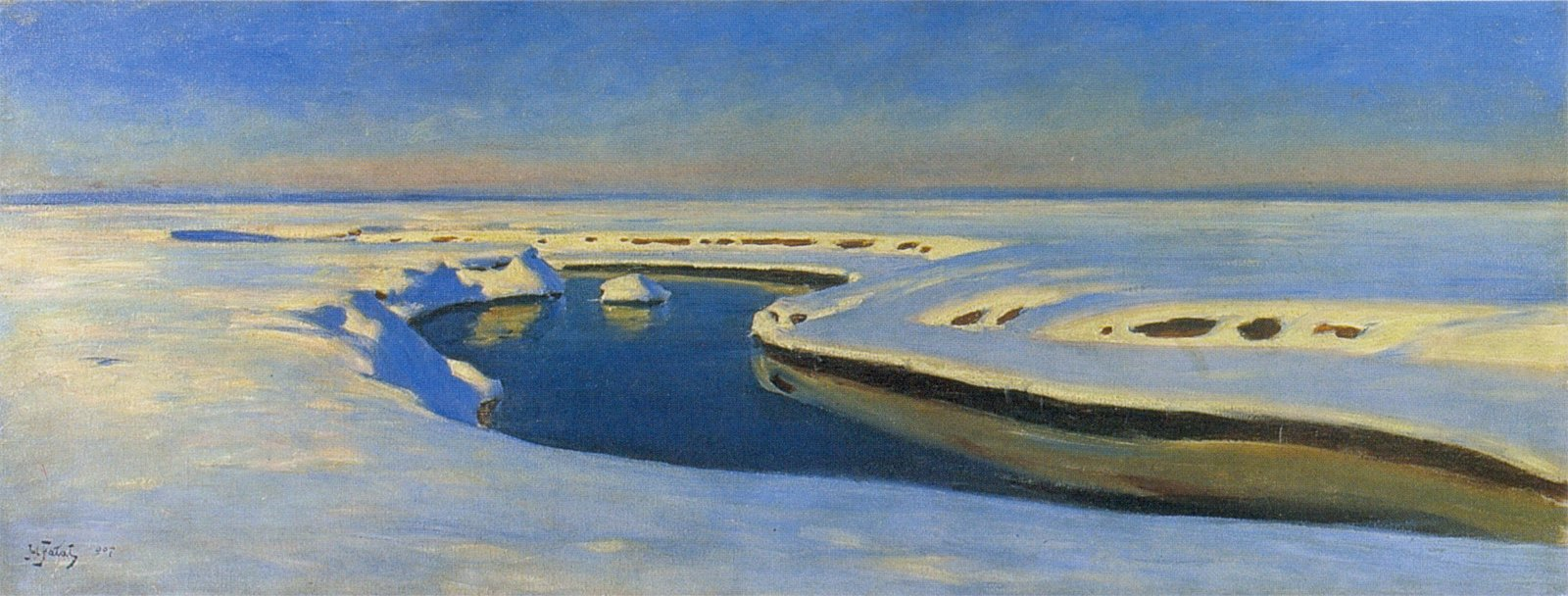
朱利安·法亚特：雪
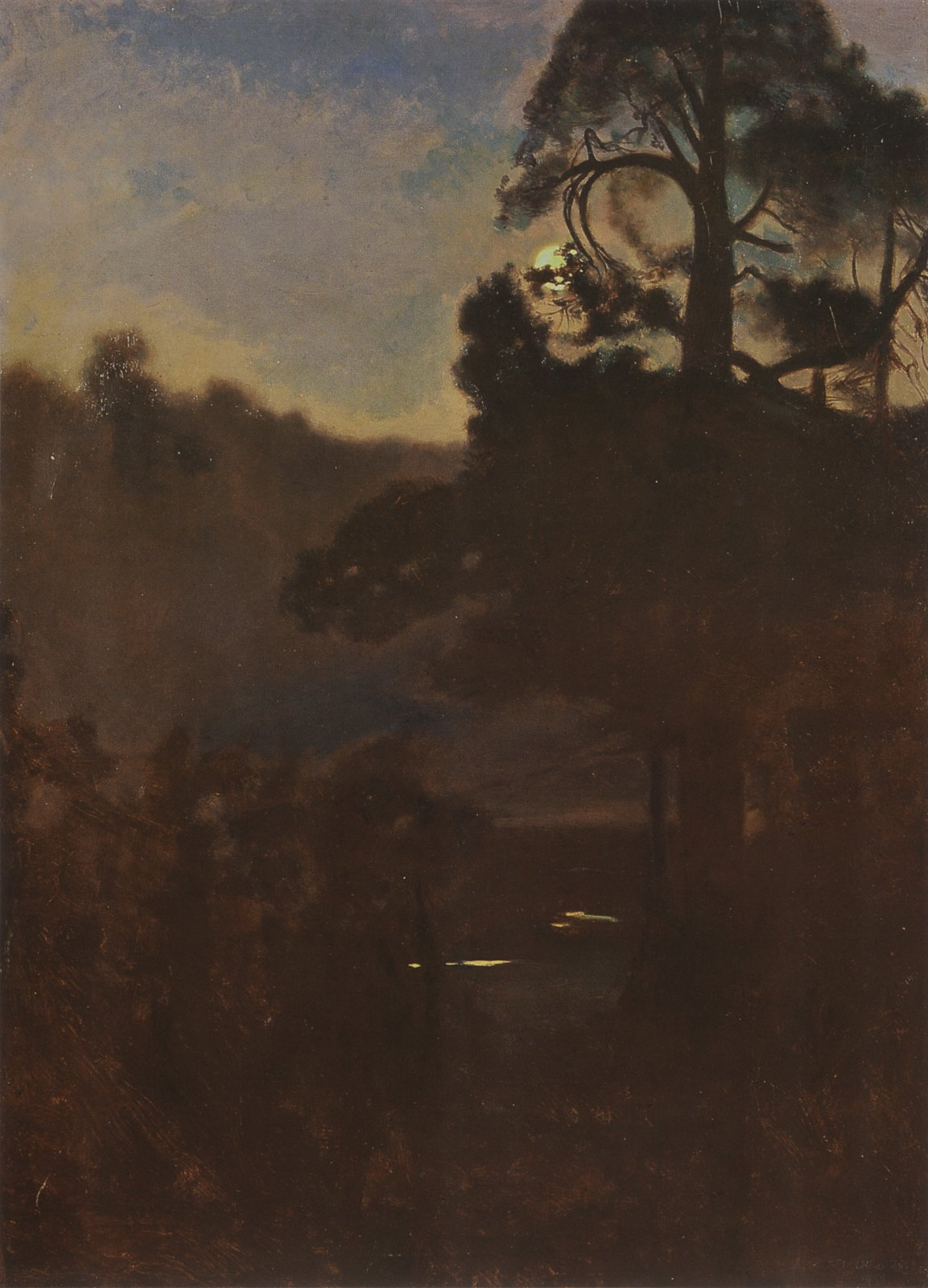
乔泽夫·切莫斯基：月光之夜
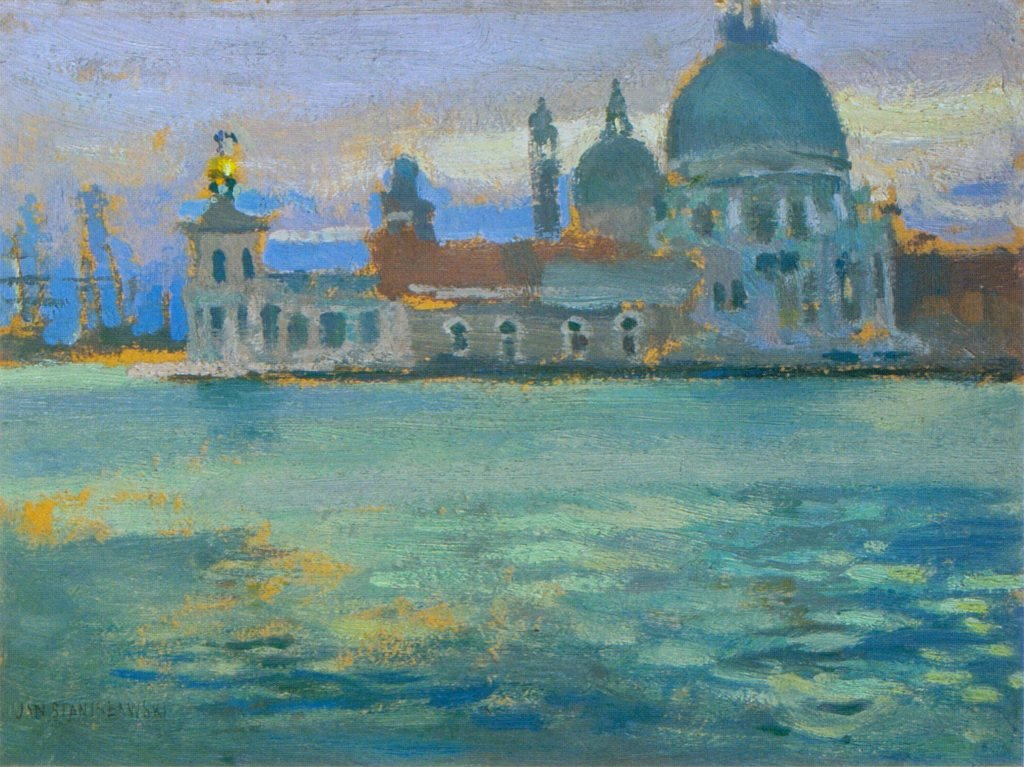
简·斯坦尼斯奥夫斯基：安康圣母
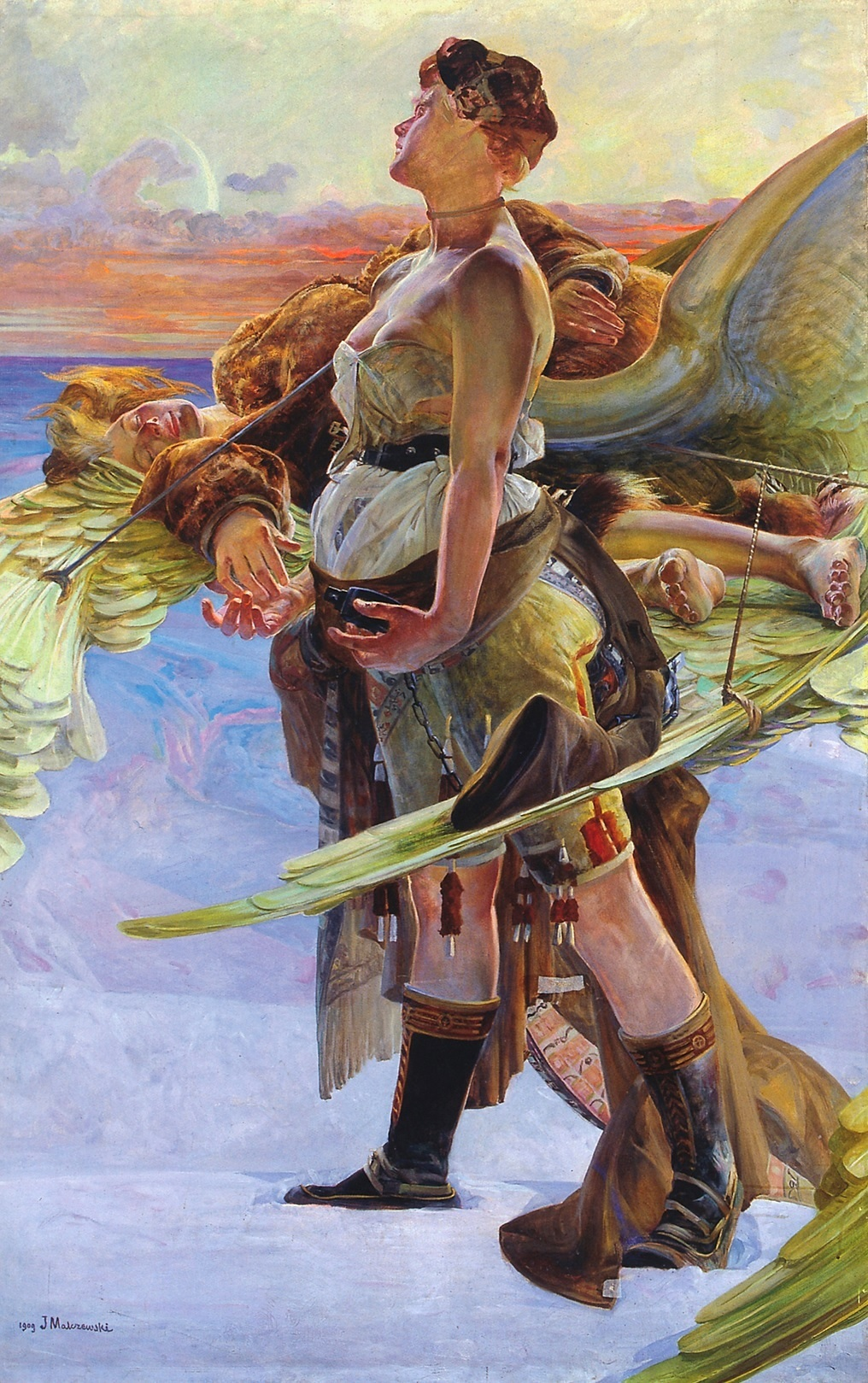
雅切克·马尔切夫斯基：埃洛
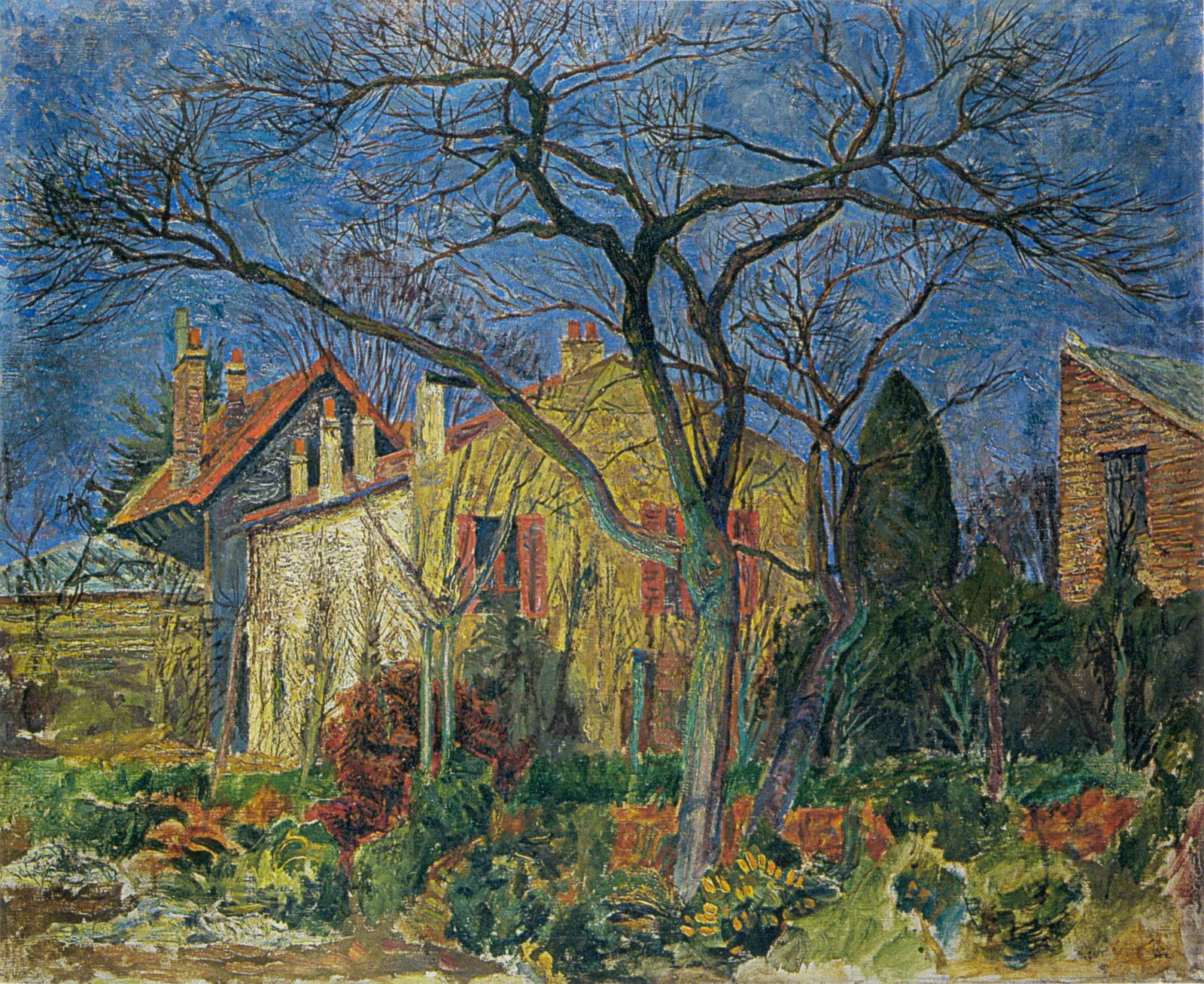
齐格蒙特·瓦利斯泽夫斯基：莫城风景